# Wark (rijeka)
Wark (luksemburški: Waark) je rijeka koja teče kroz Luksemburg, utječući u Alzette kod Ettelbrucka. Protječe kroz gradove Mertzig, Feulen, Welscheid i Warken.